# Зебе (Босанско Грахово)
Зебе су насељено мјесто у Босни и Херцеговини у општини Босанско Грахово које административно припада Федерацији Босне и Херцеговине. Према попису становништва из 1991. у насељу је живјело 131 становника.

## Становништво
| Националност       | 1991. | 1981. | 1971. | 1961. |
| Срби               | 131   | 177   | 221   | 267   |
| Југословени        |       | 8     |       |       |
| остали и непознато |       |       |       |       |
| Укупно             | 131   | 186   | 221   | 267   |

| Демографија | Демографија | Демографија |
| Година      | Становника  | Становника  |
| ----------- | ----------- | ----------- |
| 1961.       | 267         |             |
| 1971.       | 221         |             |
| 1981.       | 186         |             |
| 1991.       | 131         |             |